# Rádio Globo
Radio Globo (en portugués Rádio Globo) fue una red de emisoras perteneciente al Sistema Globo de Radio del Brasil, con sede en la ciudad de Río de Janeiro.
Radio Globo fue inaugurada el 2 de diciembre de 1944 con el nombre de Radio Globo Rio por el periodista brasileño Roberto Marinho.
Desde el comienzo la emisora   marcó pautas y cubrió los más importantes acontecimientos del país y del mundo, constituyéndose en todo un referente al momento de informarse y entretenerse en el Brasil.
En 1959 se creó Radio Globo São Paulo y en 2002 Radio Globo Minas, con sede en Belo Horizonte, contituyéndose en un verdadero triángulo estratégico, al que se sumaban otras 25 emisoras arrendadas, unidas por satélite en 11 estados del país más el Distrito Federal.
Hasta el año 2009 Radio Globo también transmitió en OC por 11805 kHz la señal de Río y 9585 kHz la señal de São Paulo, que fue rentada por la Iglesia Pentecostal Dios es Amor, para retranmisión de los cultos vía La Voz de La Liberación
Desde 2010 la señal de Río también iba por FM Las ciudades de San Pablo y Belo Horizonte tuvieron también señales en FM
En la medianoche del lunes 17 al martes 18 de noviembre de 2014, la frecuencia 89.1 en frecuencia modulada de Radio Globo, pasó a ser 98.1 FM, el cual dio pie a una nueva imagen en la radio cuando estaba cerca de cumplir sus 70 años el 2 de diciembre del citado año. La canción vamos juntos!; Que es el eslogan en este momento, constituye también el cambio de imagen.
Otro cambio importante en la radio fue su mudanza en la sede a los Estudios Globo de la sede carioca. El 25 de septiembre, marcando definitivamente la nueva fase de la emisora, Radio Globo trasladó su sede del barrio de  Gloria, donde estaba establecida desde 1970, para los Estudios Globo en Jacarepaguá, donde se realizan las producciones de entretenimiento de la Rede Globo. Se inauguraron dos nuevos estudios en el complejo para albergar la radio, que cuentan con un set para recibir bandas en vivo y un área de convivencia. Los departamentos de periodismo y deportes de la emisora permanecieron en el antiguo edificio hasta el 31 de marzo de 2018, cuando se mudaron a la sede de Infoglobo en  Cidade Nova junto con CBN Río de Janeiro. El estreno formal del nuevo espacio ocurrió el 17 de abril, así como la de Carolina Morand como sustituta de Mariliz Pereira Jorge en el Café das Seis. En el Caso Paulista, dejó su sede en Santa Cecilia, y pasó a operar a partir de nuevos estudios en el piso 24 del edificio Tower Bridge Corporate, dentro del Centro Empresarial Naciones Unidas, en el Brooklin Novo, junto con CBN São Paulo, en febrero de este año.
El Sistema Globo de Radio anunció el 1° de agosto, el fin de las transmisiones de sus radios en AM, pasándose a Radios en Frecuencia Modulada. La Radio 1220 Kcs, fue apagada a las 8 de la mañana del 3 de septiembre de 2018.